# 卡爾森島
卡爾森島（英語：Carlson Island）是南極洲的島嶼，位於古斯塔夫王子海峽，處於皮特角東南面6公里，長2公里，海拔高度300米，在1903年由瑞典探險隊發現，現時由南極條約體系管理。